# Sveta Lea Rimska

Sveta Lea Rimska (Rim, ? – Rim, 22. ožujka 384.), starorimska plemkinja, proučavateljica svetopisamskih tekstova i kršćanska mučenica, učenica sv. Jeronima, koji ju je posmrtno prozvao „učiteljicom savršenosti, više primjerom nego riječima“.
Nakon muževljeve smrti pridružuje se krugu pobožnih Rimljanki, okupljenih oko sv. Jeronima. Muževu ostavštinu razdijelila je siromašnima i potrebitima, a jedan dio namijenila za izgradnju samostana za mlade žene, koji je utemeljila u Rimu. Zbog toga je prozvana »Majkom mladih žena«.